# Coenonympha symphita
Coenonympha symphita ist ein Schmetterling (Tagfalter) aus der Familie der Edelfalter (Nymphalidae), der in Vorderasien vorkommt.

## Beschreibung
Coenonympha symphita hat bräunlich ockerfarbene oder leicht ins Orange gehende Flügeloberseiten mit einem nicht scharf abgegrenzten, grauen Rand und einem verwaschenen, dunklen Punkt nahe der Spitze des Vorderflügels und ähnelt damit dem Kleinen Wiesenvögelchens (C. pamphilus). Die Unterseiten der Vorderflügel sind ebenfalls sehr ähnlich mit einem weiß gekernten und hell umrandeten Augenfleck nahe der Flügelspitze, sie sind jedoch kräftiger orange gefärbt. Die Hinterflügelunterseite ist gelbbraun, am Saum breit hellgrau mit einer submarginalen Reihe von sechs sehr kleinen Ocellen, im Wurzelteil spangrün angeflogen.
Die Unterart karsiana ist durchschnittlich etwas größer, die Ocelle im Vorderflügelapex ist unterseits deutlich größer und bildet auch oberseits einen rudimentären schwarzen Punkt. Auf der Hinterflügeloberseite scheinen meist zwei bis drei schwarze Ocellen mit hellem Rand der Unterseite deutlich durch, die weiteren Ocellen der Unterseite scheinen hindurch. Die Ocellen auf der Hinterflügelunterseite sind etwa doppelt so groß und manchmal ist die Ocelle im Analwinkel verdoppelt, sodass es insgesamt sieben sind.

### Ähnliche Arten
- Großes Wiesenvögelchen (Coenonympha tullia (Müller, 1764))
- Kleines Wiesenvögelchen (C. pamphilus (Linnaeus, 1758))

## Verbreitung und Lebensweise
Coenonympha symphita kommt von der Nordost-Türkei bis Südwest-Georgien vor. Sie fliegt im Juni und Juli auf feuchten Mittelgebirgs- und subalpinen Wiesen auf dem Kars-Plateau und im Kleinen Kaukasus auf 1.300 bis 2.300 Meter Höhe. Die Raupen ernähren sich von Einjährigem Rispengras (Poa annua).

## Systematik
Coenonympha symphita wurde von Julius Lederer 1870 in den Annales de la Sociéte Entomologique de Belgique erstbeschrieben. Der Name wird manchmal falsch als symphyta geschrieben, er leitet sich von griechisch σύν mit und φύω wachse ab und bedeutet die den in der Nähe stehenden eng verwandte Art.